# Paperino e la congiura dei sozzi
Paperino e la congiura dei sozzi (Three Un-Ducks) è una breve storia Disney scritta da Carl Barks. Conta 10 tavole ed è un rifacimento di Paperino presenta: "I tre sporchi piccoli paperi" del 1944.

## Pubblicazioni
- USA sul numero 184 di Walt Disney's Comics and Stories del gennaio 1956.
- Italia fu pubblicata la prima volta numero 138 di Topolino del 10 maggio 1956.

### Altre pubblicazioni italiane
- Complete Carl Barks n. 15 (1980)
- Paperino n. 23 (9/1984)
- Zio Paperone n. 51 (12/1993)
- I Classici del Fumetto n. 15 (22/11/2000)
- I Grandi Classici Disney n. 226 (9/2005)
- La grande dinastia dei paperi n. 11 (7/4/2008)

## Personaggi
- Paperino
- Qui, Quo, Qua
- Bolivar
- Nonna Papera (cameo)

## Trama
La storia narra di come Qui, Quo, Qua che avevano giurato di non lavarsi mai più devono contrastare i desideri di Paperino che aveva appena preparato un bagno caldo per loro. Alla fine prevarrà lo zio e i nipoti si ritroveranno loro malgrado ben lavati.